# ماري ديميك هاريسون
ماري ديميك هاريسون (بالإنجليزية: Mary Dimmick Harrison)‏ ـ (30 أبريل 1858 ـ 5 يناير 1948) هو الزوجة الثانية لبنجامين هاريسون، الرئيس الثالث والعشرين للولايات المتحدة الأمريكية. كانت ابنة شقيق الزوجة الأولى للرئيس هاريسون، وكانت تصغره بخمسة وعشرين عامًا.